# Vaisheshika
Le Vaisheshika (IAST: Vaiśeṣika ; devanāgarī: वैशॆषिक), mot sanskrit signifiant particulier, excellent, est l'une des six écoles philosophiques hindoues dites «orthodoxes», fondée par le sage Kanada, dont les bases sont exposés dans le Vaisheshika-sutra de ce dernier. Cette œuvre n'est pas antérieure à l'ère chrétienne, même si certaines théories qu'elle expose sont plus anciennes.
Un second ouvrage important de cette école est le Padārthadharma-saṅgraha, écrit au Ve siècle par le penseur indien Praśastapāda.

## Doctrine du Vaisheshika
Le Vaisheshika dit que le moksha (libération de l'âme) ne peut être atteint que par la connaissance, en particulier des six catégories: substance, qualité, activité, généralité, particularité et inhérence.
Les  substances (1re des six catégories) sont constitutives de la Nature et se répartissent en neuf types différents. Les quatre premiers (eau, terre, air, feu) composent directement la matière, sous forme de particules élémentaires (atomes), qui, à l'instar de l'atomisme grec, sont éternelles et peuvent se combiner entre elles.
Les deuxième et troisième catégories répertorient les caractéristiques intrinsèques de ce qui se trouve dans la Nature (forme, aspect, couleur...) ainsi que leurs évolutions temporelles dans l'espace (élévation, déplacement, contraction…).
Les trois dernières catégories renvoient à l'existence de liens logiques entre les choses de la Nature.
Une septième catégorie - l'inexistence - a été proposée par le Septapadārthī, texte du Xe siècle rédigé par Śivaditya
Le mot vaisheshika vient du mot vishesha qui signifie: 'distinction', 'particularité' ou 'discriminatif', grâce auquel toute chose peut être analysé selon ces catégories.